# گربه‌ها: نکات برجسته از موسیقی متن فیلم
گربه‌ها: نکات برجسته از موسیقی متن فیلم (انگلیسی: Cats: Highlights from the Motion Picture Soundtrack) آلبوم موسیقی متن فیلم ۲۰۱۹ گربه‌ها است. آلبوم توسط پالیدور رکوردز و ریپابلیک رکوردز در ۲۰ دسامبر ۲۰۱۹ منتشر شد. ترانه «اشباح زیبا» از تیلور سوئیفت نامزد دریافت بهترین ترانه غیراقتباسی در هفتاد و هفتمین مراسم گلدن گلوب شد.